# Lemon Drop (Cocktail)

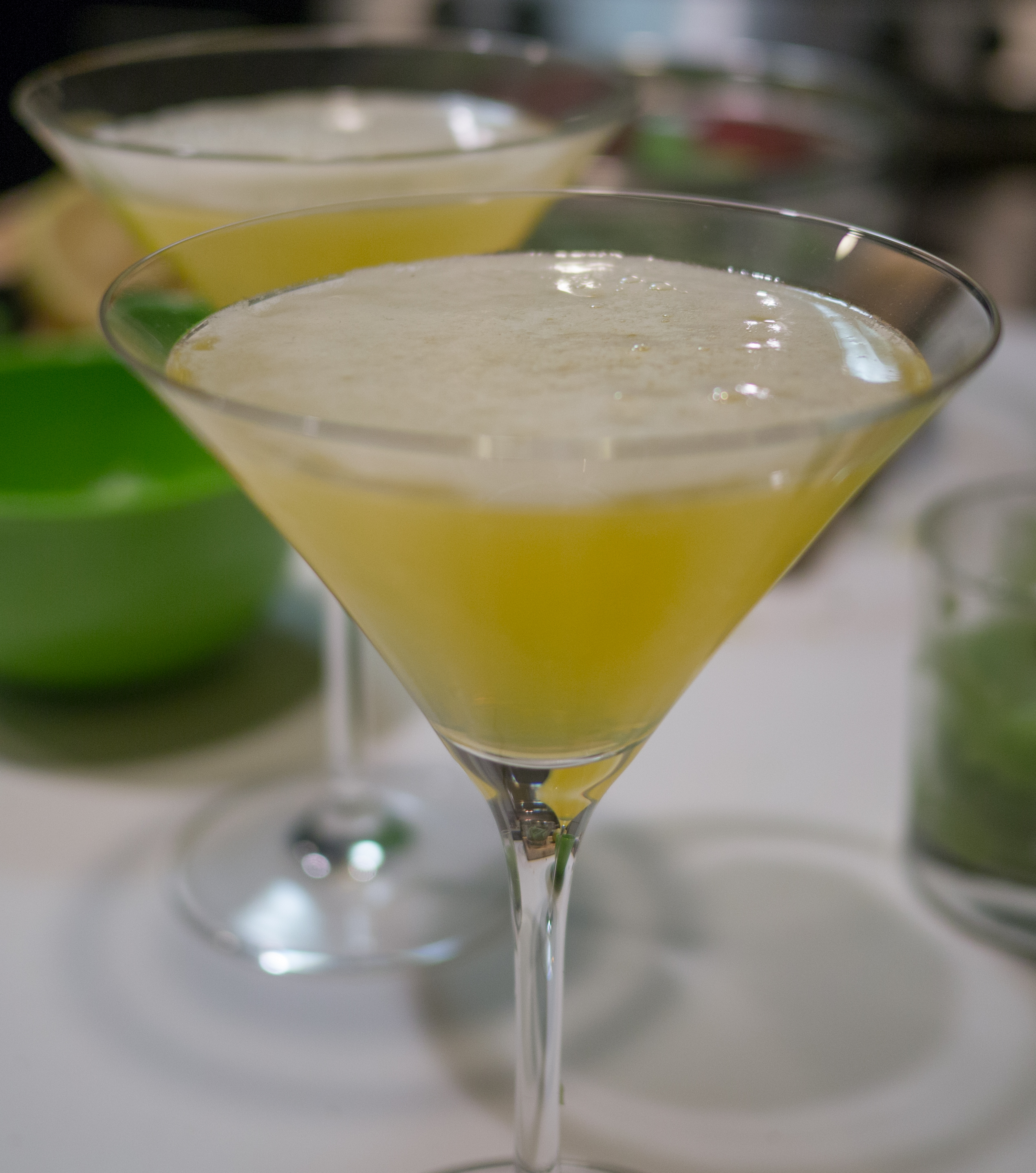
Lemon Drop wird in Martini-Gläsern serviert

Lemon Drop ist ein Cocktail auf Wodka-Basis mit einem zitronig süß-sauren Geschmack, bei dem die im Kontrast zueinander stehenden süßen und sauren Geschmacksnoten sich die Waage halten. Er wird aus Zitronensaft, Triple sec und Läuterzucker zusammengestellt. Er wurde als eine Variante oder Weiterentwicklung des Wodka Martini beschrieben. Er wird normalerweise straight up serviert, das heißt erst durch zerstoßenes Eis abgekühlt und dann durch ein Sieb gegossen.

## Geschichte

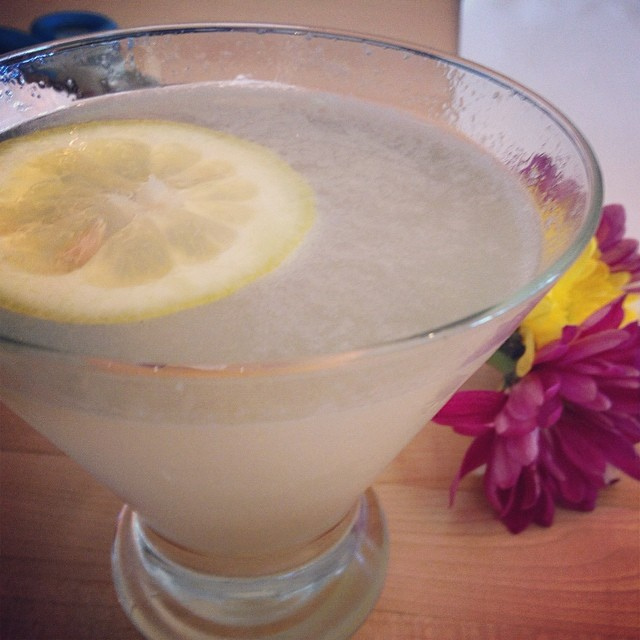
Ein Lemon Drop mit einer Zitronenscheibe

Der Drink wurde in den 1970er Jahren von Norman Jay Hobday, dem Gründer und Barkeeper der Henry Africa’s Bar in San Francisco erfunden, die 1969 im dortigen Stadtviertel Russian Hill eröffnet worden war. Er wurde ursprünglich in einem Cocktailglas serviert.
Der Name geht wohl auf im englischsprachigen Raum Lemon drop genannte Zitronenbonbons zurück.

## Film und Fernsehen
Im Jahr 2006 wurde die Zubereitung des Lemon Drop in der The Oprah Winfrey Show von Oprah Winfrey und Rachael Ray vorgeführt. Daraufhin stieg die Popularität des Drinks stark an.